# Eilema albeola
Eilema albeola là một loài bướm đêm thuộc phân họ Arctiinae, họ Erebidae.